# CR 바스쿠 다 가마
클루브 지 헤가타스 바스쿠 다 가마(Club de Regatas Vasco da Gama)는 보통 바스쿠 다 가마 또는 간단하게 바스쿠는 브라질의 축구 클럽으로 브라질의 리우데자네이루를 연고로 하며 1898년 8월 21일에 설립 되었다.
이 클럽은 포르투갈 이주민에 의해 설립되어 전통적으로 리우데자네이루의 포르투갈계 지역 사회에 의해 유지되어 왔고 클럽 명칭은 1498년에 인도로 갈 수 있는 항로를 발견한 포르투갈의 탐험가 바스쿠 다 가마의 업적 400주년을 기념하여 그의 이름을 차용하여 만들었다.
브라질에서 가장 인기 많은 클럽 중에 하나로서 2,000만 명 이상의 서포터를 소유하고 있다. 홈 경기장은 이스타지우 바스쿠 다 가마로 보타포구 FR, 플루미넨시, CR 플라멩구와 경기할 때 이 경기장을 사용하며 클럽은 축구 이외에도 농구, 배구, 수영, 풋살, 핸드볼과 같은 부문을 시작으로 각 부문에서 많은 선수들을 배출하고 있다.
구단의 유니폼은 검정석 바탕에 흰색 굵은 사선으로 이루어져 있으며 크로스 파테를 장식한다.

## 역사

### 초창기: 1890년대~1920년대
19세기 말 리우데자네이루주에서 가장 중요한 스포츠는 조정이었다. 당시 그라고아타 클럽의 보트로 니테로이에서 열리는 조정 대회에 나가고 싶지 않았던 네 명의 청년 엔히키 페헤이라 몬테이루, 루이스 안토니우 호드리게스, 조제 알레산드리 다벨라르 호드리게스, 마누에우 테이셰이라 지 소우자 주니오르가 새로운 조정 클럽의 창단을 결의하였다. 1898년 8월 21일 포르투갈계 이민자들로 주로 이루어진 62명의 회원이 모여 클루비 지 헤가타스 바스쿠 다 가마를 창단하였다. 구단명 바스쿠 다 가마는 포르투갈의 탐험가인 바스쿠 다 가마의 이름을 그대로 따온 것이며, 선택이 된 배경은 당시 유럽인들의 신대륙 탐험 400주년을 기념하기 위함이었다.
1915년 11월 5일 클럽에 축구단이 새롭게 창설되었으며, 또다른 포르투갈계 이민자들이 만든 축구단인 루시타니아 클루비와 결합하여 만들어졌다. 초창기에는 작은 리그에서 활동하였으며, 1922년 지역 리그 B에서 우승한 이후 리그 A로 승격하였다. 1923년 리그 A에서도 우승을 차지하였으며, 당시 백인과 흑인 그리고 물라토 선수들로 선수단을 구성하고 있었다.

### 인종차별과 맞서다: 1920~30년대

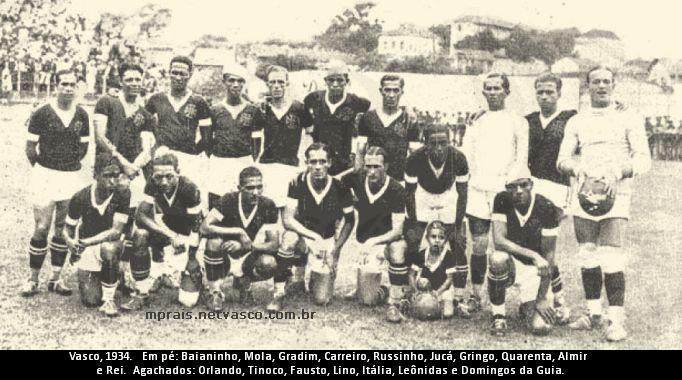
1934년 선수단 사진

당시 브라질에서 스포츠는 상위 계층을 위한 것이었으며, 바스쿠 다 가마가 인종적으로 다양하게 구성되어 있는 것은 그들이 받아들이기엔 탐탁치 않게 느껴졌었다. 1924년 바스쿠 다 가마는 광역 리그로부터, "리그 품위에 맞지 않는" 몇몇 선수들을 제명하라는 압박을 받았으며, 그 선수들은 가난하거나, 흑인 혹은 물라토인 경우들이었다. 그러나 바스쿠 다 가마는 그러한 연맹의 요구를 거절하였으며, 플루미넨시 FC, CR 플라멩구, 보타포구 FR 등은 바스쿠 다 가마를 제외하고 광역 체육 협회를 창설하였다. 이에 바스쿠 다 가마의 회장인 조제 아우구스투 프레스치스는 협회에 편지를 보내, 인종 차별에 대해 맞서는 행동을 취했다. 이는 후에 역사적인 답문(포르투갈어: Resposta Histórica)로 기억되었으며, 브라질 스포츠계에 혁명적인 인식 변화를 불러일으켰다. 이 후 브라질 축구계에서 인종 차별적인 장벽은 점차 사라졌으며, 바스쿠 다 가마는 진보적인 사상을 가진 축구단의 대표격으로 부상하였다. 1925년 바스쿠 다 가마는 흑인과 물라토로 이루어진 선수단으로 리그에 재등록하였으며, 1933년 브라질 축구가 프로화 되면서, 많은 타 구단들도 흑인 선수들의 입단 허가에 동참하였다.

### 승리의 기관차: 1940~50년대
1947년을 시작으로 1952년까지 구단은 승리의 기관차(포르투갈어: Expresso da Vitória)라는 별칭을 얻었다. 바스쿠 다 가마는 1945, 1947, 1949, 1950, 1952년에 캄페오나투 미네이루에서 우승을 차지하였으며, 1948년에는 캄페오나토 수다메리카노 데 캄페오네스에서 우승을 차지하였다. 당시 유명 선수들로는 아데미르, 모아시르 바르보사, 이우데라우두 벨리니 등이 있었다.

#### 펠레의 1000번째 골
1969년 11월 19일 펠레는 바스쿠 다 가마를 상대로 프로 통산 1,000번째 골을 성공시켰다. 경기장은 마라카낭이었으며, 65,157명의 관중들이 들어찼었다. 골을 페널티킥으로 성공시켰다.

### 영광의 시대와 강등: 1990~2000년대

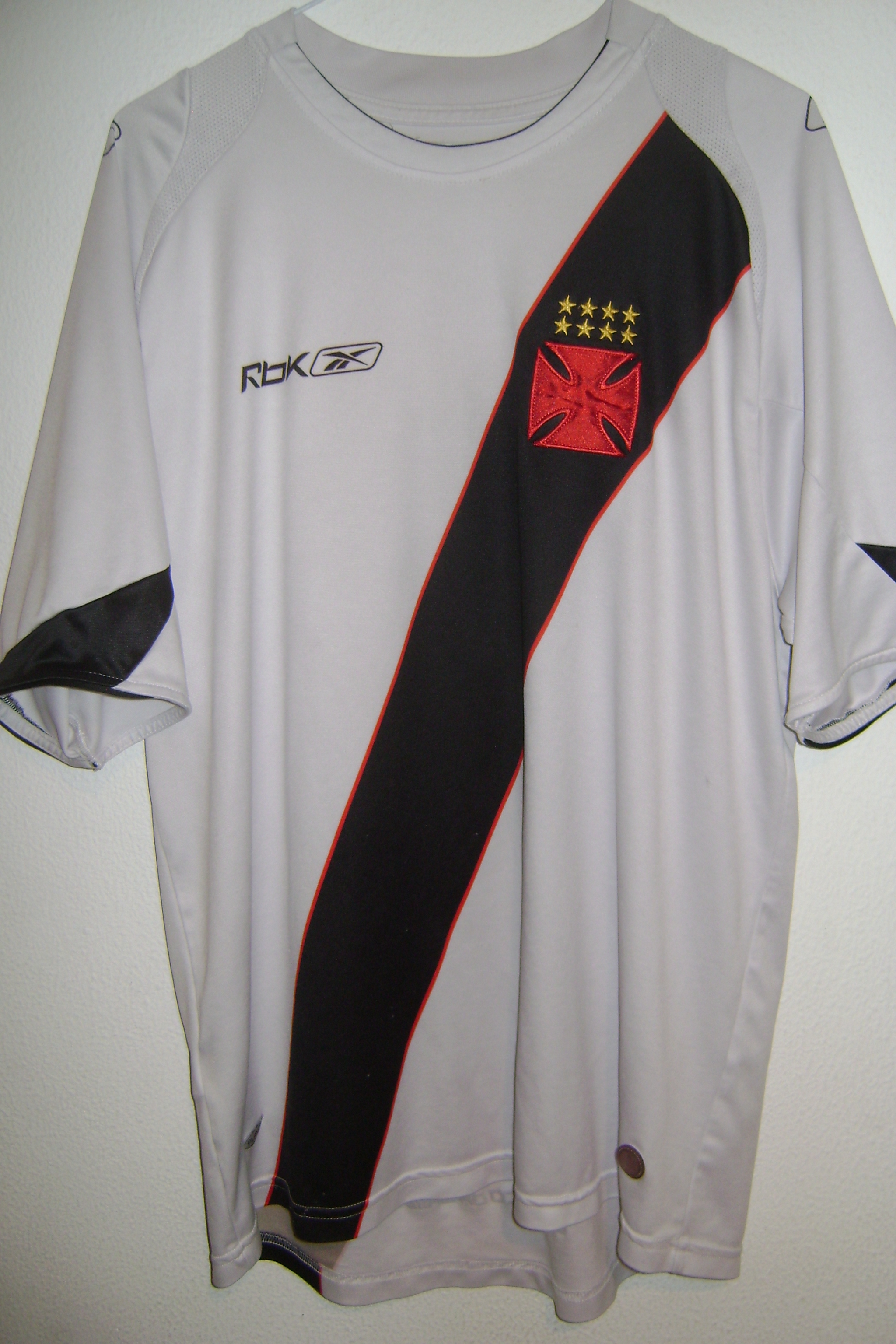
바스쿠 다 가마의 유니폼

바스쿠 다 가마는 캄페오나투 브라질레이루 세리이 A 1997 시즌에 SE 파우메이라스를 꺾고 우승을 차지하였으며, 이 후 프로제투 토키우(포르투갈어: Projeto Tóquio)를 개시하였다. 이는 도쿄에서 열리는 세계 축구 클럽 선수권 대회에 대비하기 위한 프로젝트를 뜻하며, 바스쿠 다 가마는 우선 코파 리베르타도레스 1998에서 우승하기 위해 $ 1,000만을 투자하였다. 바스쿠는 결승전에서 에콰도르의 바르셀로나 SC를 꺾고 우승을 거두며 투자의 결실을 맺었다. 이후 1998년 인터콘티넨털컵에 출전하였으며, 스페인의 레알 마드리드 CF와 격돌하였으나, 2-1로 아쉽게 패배하였다. 그러나 바스쿠 다 가마는 2000년 FIFA 클럽 월드컵에도 참여하게 되었으며, 조별 리그에서 잉글랜드의 맨체스터 유나이티드 FC, 멕시코의 클루브 네칵사, 오스트레일리아의 사우스 멜버른 FC와 한 조에 묶였다. 구단은 조별 라운드를 통과하였고, 결승전에 도달하여 같은 브라질 팀인 SC 코린치앙스 파울리스타와 만났다. 결승전은 정규 시간 내내 0-0으로 승부가 결정되지 않았고, 승부차기에서 3-4로 바스쿠의 패배로 끝이 났다.
2000년 바스쿠 다 가마는 코파 메르코수르 결승전에서 SE 파우메이라스를 꺾고 우승을 차지하였다. 이 경기는 구단에게 역사적인 순간이었는데, 전반전을 0-3으로 밀리고 있었으나, 후에 1분 안에 2골이 기록되었고, 추가로 한 골이 들어가며 순식간에 3-3 동률이 이루어졌다. 그리고 93분 종료 직전 호마리우가 결승골을 기록하며, 경기는 4-3 바스쿠 다 가마의 기적적인 역전승으로 끝이 났다. 이 경기는 브라질 역사상 가장 위대한 경기로 회자되고 있다. 같은 해 바스쿠 다 가마는 코파 주앙 아벨란지에서도 우승을 차지하였다.
캄페오나투 브라질레이루 세리이 A 2008 시즌 구단은 18위를 기록하며 충격적인 강등을 당했고, 이는 110년 전 창단 이후 처음으로 강등을 기록하게 된 사건이었다. 2007년까지 바스쿠 다 가마는 단 한번도 강등을 당한 적 없던 여섯 클럽(바스쿠 외 크루제이루 EC, CR 플라멩구, 산투스 FC, 상파울루 FC) 중 하나였다. 2009 시즌 세리이 B에서 EC 주벤투지를 최종적으로 꺾고, 1년만에 1부 리그로 복귀하였다.

### 부활의 시도와 어려움: 2010년대~현재
2011년 바스쿠 다 가마는 코파 두 브라질 결승전에 올랐다. 비록 코리치바 FC에게 패하게 되었지만, 앞으로의 희망을 확인할 수 있었던 시기였다. 캄페오나투 브라질레이루 세리이 A 2011 시즌에는 2위를 기록하면서, 부활의 신호탄을 쏘아올렸다. 또한 같은 해에 코파 수다메리카나에선 4강에 진출하였다.
2012년은 그다지 만족스럽지 못한 한 해였는데, 캄페오나투 카리오카에서 CR 플라멩구에게 결승전에서 패하며 준우승에 머물렀고, 코파 리베르타도레스에서는 8강에 머물렀다. 그리고 캄페오나투 브라질레이루 세리이 A 2012 시즌은 리그 5위로 마감하였다.
그러나 2013년에 구단의 재정 상황이 악화되면서 바스쿠 다 가마는 더욱 더 어려운 시기를 보내게 되었고, 캄페오나투 브라질레이루 세리이 A 2013 시즌 다시 하위권을 기록하며, 역사상 두번째 강등을 맛보게 되었다.

## 유니폼

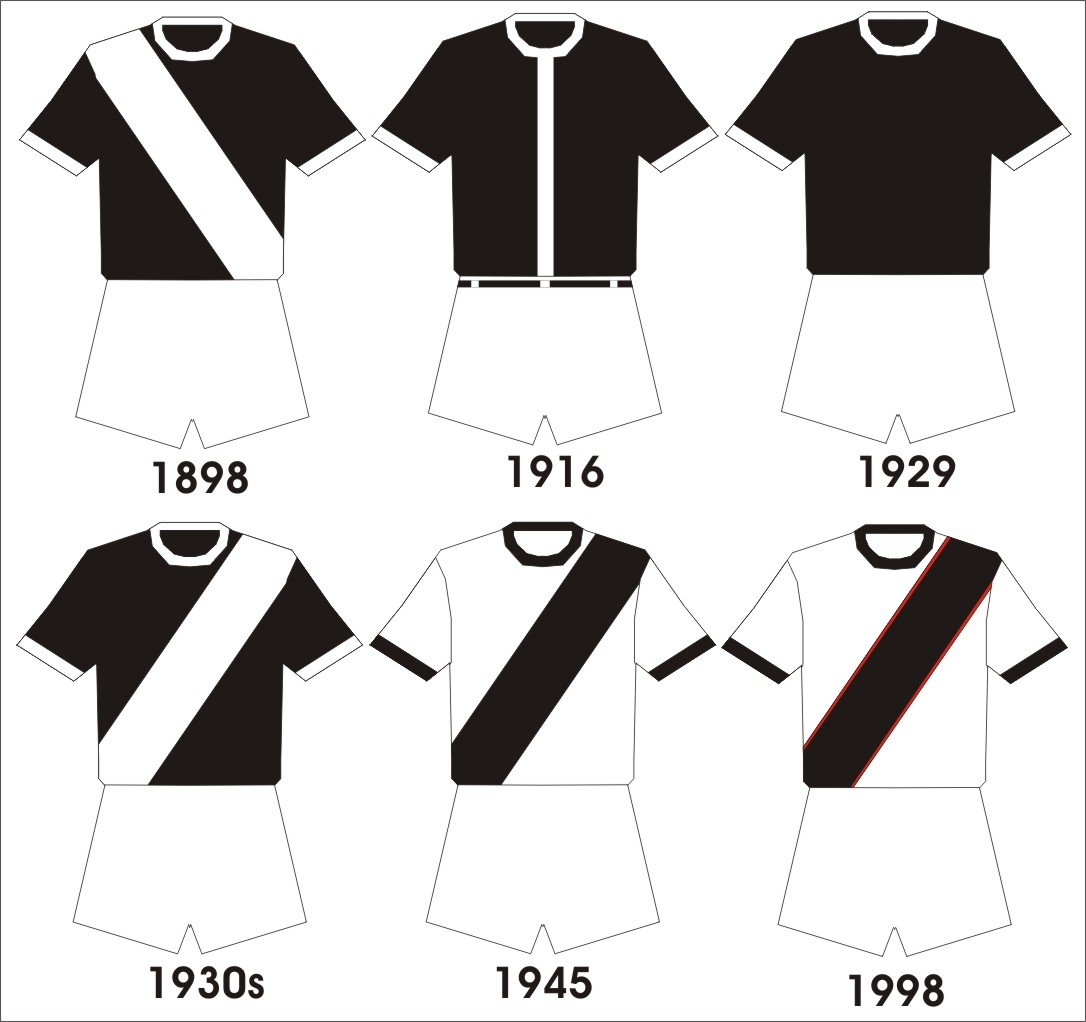
바스쿠 다 가마 유니폼의 변천

1898년 조정 클럽으로 창단했을 당시, 바스쿠 다 가마의 첫 유니폼은 검은색 바탕에 왼쪽 상단에서 오른쪽 하단으로 내려오는 흰색 사선으로 이루어져 있었다.
1916년 바스쿠 다 가마가 축구단을 창설했을 때, 유니폼은 전체적으로 검은색으로 칠해졌으며, 가운데에 얇은 흰색 선과 벨트로 꾸몄다. 1929년 선과 벨트가 제거되었다.
1930년대에 들어서 다시 고유의 흰색 사선을 적용시켰으며, 사선의 방향만 기존의 것에서 대비시켰다. 1945년 원정 유니폼에도 사선이 적용되었으며, 검은색과 흰색의 위치를 대비시킨 것으로 적용되었다. 1988년 유니폼 뒷면에도 들어가있던 사선이 제거되었다.

## 선수 명단

### 1군 선수단
2025년 7월 4일 기준

참고: FIFA 자격 규정에 따라 소속된 국가대표팀 국기를 표시합니다. 선수는 복수의 FIFA 비회원국 국적을 가지고 있을 수 있습니다.
| 번호 | 포지션 | 국적   | 이름              |
| ---- | ------ | ------ | ----------------- |
| 45   | FW     | 앙골라 | 로이드 아우구스투 |

| 번호 | 포지션 | 국적 | 이름          |
| ---- | ------ | ---- | ------------- |
| 99   | FW     |      | 파블로 베게티 |

## 역대 감독
| 감독                     | 임기      |
| ------------------------ | --------- |
| 아데미르                 | 1942~1945 |
| 아데미르                 | 1948~1956 |
| 핑가                     | 1969      |
| 팅                       | 1970      |
| 마리우 자갈루            | 1980~1981 |
| 세바스치앙 라자로니      | 1987~1988 |
| 넬시뉴 호자              | 1989      |
| 마리우 자갈루            | 1990~1991 |
| 넬시뉴 호자              | 1992      |
| 자이르 페헤이라          | 1994      |
| 세바스치앙 라자로니      | 1994      |
| 자이르 페헤이라          | 1995      |
| 넬시뉴 호자              | 1995      |
| 오즈와우두 지 올리베이라 | 2000      |
| 헤나투 가우슈            | 2005~2007 |
| 호마리우                 | 2007~2008 |
| 헤나투 가우슈            | 2008      |
| 도리바우 주니오르        | 2009      |
| 히카르두 고메스          | 2011      |
| 도리바우 주니오르        | 2013      |
| 아지우송 지아스 바치스타 | 2013~2014 |
| 조르지뉴                 | 2015~2016 |
| 조르지뉴                 | 2018      |
| 히카르두 사 핀투         | 2020      |
| 하몽 메네지스            | 2020      |
| 반데를레이 루솀부르구    | 2021      |
| 페르난두 지니스          | 2021      |
| 조르지뉴                 | 2022      |
| 라몬 디아스              | 2023~2024 |
| 파비우 카릴리            | 2024~     |

## 수상

### 우승 경력

#### 대륙 대회
- 캄페오나토 수다메리카노 데 캄페오네스
  - 우승 1회: 1948
- 코파 리베르타도레스
  - 우승 1회: 1998
- 코파 메르코수르
  - 우승 1회: 2000

#### 국내 대회
- 캄페오나투 브라질레이루 세리이 A
  - 우승 4회: 1974, 1989, 1997, 2000
- 캄페오나투 브라질레이루 세리이 B
  - 우승 4회: 2009
- 코파 두 브라지우
  - 우승 1회: 2011

#### 주 대회
- 토르네이우 히우상파울루
  - 우승 3회: 1958, 1966, 1999
- 코파 두스 캄페옹이스 에스타두아이스 히우상파울루
  - 우승 1회: 1937
- 토르네이우 주앙 아벨란지
  - 우승 1회: 1993
- 캄페오나투 카리오카
  - 우승 24회: 1923, 1924, 1929, 1934, 1936, 1945, 1947, 1949, 1950, 1952, 1956, 1958, 1970, 1977, 1982, 1987, 1988, 1992, 1993, 1994, 1998, 2003, 2015, 2016
- 코파 히우
  - 우승 2회: 1992, 1993

## 최다 득점자

### 역대 득점 순위
2015년 11월 기준
| 최다 득점자 |                                                           |     |
| 순위        | 선수                                                      | 골  |
| 1           | 호베르투 지나미치 (1970–79), (1980–89), (1990), (1992–93) | 702 |
| 2           | 호마리우 (1985–88), (1999–02), (2005–06), (2007)          | 326 |
| 3           | 아데미르 메네지스 (1942–45), (1948–56)                    | 301 |
| 4           | 핑가 (1953–61)                                            | 250 |
| 5           | 후시뉴 (1924–34)                                          | 225 |
| 5           | 이포주캉 (1944–54)                                        | 225 |
| 7           | 바바 (1951–64)                                            | 191 |
| 8           | 사바라 (1952–64)                                          | 165 |
| 9           | 렐레 (1943–48)                                            | 147 |
| 10          | 바우지르 비고지 (1992–95), (2002–04)                      | 143 |
| 11          | 이드문두 (1992), (1996–97), (1999–00), (2003), (2008)     | 138 |
| 12          | 마네카 (1947–55)                                          | 137 |

### 한 시즌 최다 득점
| 한 시즌 최다 득점 |                   |    |
| 시즌              | 선수              | 골 |
| 1981              | 호베르투 지나미치 | 61 |
| 2000              | 호마리우          | 70 |